# Glaciar Calderone
El glaciar del Calderone (del italiano: Ghiacciaio del Calderone) es un glaciar que se encuentra en el macizo del Gran Sasso d'Italia en la provincia de Téramo en los Abruzos (Italia). Queda justo debajo de Corno Grande, el pico más alto en los Apeninos.
Con la desaparición del glaciar del Corral del Veleta (37° N) en 1913, que estaba en Sierra Nevada (España), "Il Calderone" se convirtió en el glaciar más meridional de Europa (42°28′N, 13°33′E). Si la tendencia actual al derretimiento continúa, el Calderone pronto compartirá el mismo destino del Corral de la Veleta.
En 1794, el Calderone tenía un volumen estimado de más de 4 millones de metros cúbicos; para el año 1916, el volumen del glaciar ha disminuido hasta los 3,3 millones de metros cúbicos, y para el año 1990, había disminuido a 360.931 m³. En 1998 los glaciólogos italianos en un simposio en L'Aquila predijeron que el Calderone desaparecería en pocas décadas.